# فريدي فرانسيس
فريدريك ويليام فرانسيس (بالإنجليزية: Freddie Francis)‏ (22 ديسمبر 1917 – 17 مارس 2007) كان مصوّرًا سينمائيًا ومخرجًا إنجليزيًا. حقّق أعظم نجاحاته بوصفه مصورًا سينمائيًا، بما في ذلك الفوز بجائزتي الأوسكار لكل من فيلميه أبناء وأحباء (1960) وفيلم المجد (1989). من خلال عمله مخرجًا، كان مرتبطًا بشركتي الإنتاج البريطانيتين أميكوس وهامر في ستينيات القرن العشرين وسبعينياته.

## نشأته وحياته المهنية
خطّط فرانسيس، المولود في إيزلينتون في لندن بإنجلترا، ليصبح مهندسًا. في المدرسة، حصل مقال كتبه عن أفلام المستقبل على منحة دراسية في جامعة شمال غرب لندن للفنون التطبيقية في كنتيش تاون. ترك المدرسة في سن السادسة عشرة، وأصبح متدربًا للمصور الفوتوغرافي لويس بروثيرو. استمر فرانسيس بالعمل لدى بروثيرو لمدة ستة أشهر. في هذه الأثناء، التقطا صورًا ثابتة لفيلم ستانلي لوبينو الذي جرى إنتاجه في أسوشيتد توكينغ بيكتشرز (لاحقًا استوديوهات إيلينغ). أدى ذلك إلى أن يصبح بصورة متعاقبة حامل كلاكيت، ومُلقّمًا للكاميرا، ومساعدًا للمصور الأول. بدأ حياته المهنية في الأفلام في شركة أفلام بريتيش إنترناشيونال، ثم انتقل إلى بريتيش آند دومينيونز. كان ذا بريزنر أوف كوربال (1936) فيلمه الأول بوظيفة حامل كلاكيت.
في عام 1939، انضم فرانسيس إلى الجيش، حيث قضى السنوات السبع التالية من حياته. عُيّن في النهاية مصورًا ومخرجًا في آرمي كينماتوغراف سيرفيس في استوديوهات ويمبلي، حيث عمل في العديد من الأفلام التدريبية. حول هذا، قال فرانسيس: «في معظم الوقت كنت مع وحدات تصوير أفلام مختلفة في الخدمة، لذلك حصلت على القليل من الخبرة من الوظائف العديدة التي شغلتها، بما في ذلك التصوير والتحرير، وكنت متعدّد المهارات والمهن».
بعد عودته إلى الحياة المدنية، أمضى فرانسيس السنوات العشر التالية في العمل مصورًا سينمائيًا. تشمل الأفلام التي عمل على تصويرها خلال هذه الفترة ذي إيلوسيف بيمبرنيل (1950)، وذا تيلز أوف هوفمان (1951)، وبيت ذا ديفل (هزم الشيطان) (1953)، وموبي ديك (1956)؛ تعاون مرارًا وتكرارًا مع المصورَين السينمائيين كريستوفر تشاليس (تسعة أفلام) وأوسوالد موريس (خمسة أفلام). كان أول فيلم له مع موريس هو غولدن سلمندر (1950).
كان فرانسيس يعمل في الوحدة الثانية من فيلم موبي ديك. ثم ثابر ليصبح مدير الوحدة الرئيسية للتصوير الفوتوغرافي في فيلم أ هيل إن كوريا (1956) الذي جرى تصويره في البرتغال. عمل بعد ذلك على إنجاز أفلام مرموقة مثل روم أت ذا توب (غرفة بالأعلى) (1959)، وساترداي نايت آند صنداي مورنينغ (1960)، وسانز آند لافرز (أبناء وأحباء) (1960)، وذي إنوسنتس (البريئون) (1961)، الذي اعتبره أحد أفضل الأفلام التي صورها.
حصل فرانسيس على العديد من جوائز صناعة الأفلام، بما في ذلك، جائزة الإنجاز الدولية من الجمعية الأمريكية للمصورين السينمائيين في عام 1997، وجائزة الإنجاز الخاصة بافتا في عام 2004.

## وصلات خارجية
- فريدي فرانسيس على موقع IMDb (الإنجليزية)
- فريدي فرانسيس على موقع ألو سيني (الفرنسية)
- فريدي فرانسيس على موقع تيرنر كلاسيك موفيز (الإنجليزية)
- فريدي فرانسيس على موقع أول موفي (الإنجليزية)
- فريدي فرانسيس على موقع قاعدة بيانات الأفلام السويدية (السويدية)
- فريدي فرانسيس على موقع إن إن دي بي (الإنجليزية)
- فريدي فرانسيس على موقع قاعدة بيانات الفيلم (الإنجليزية)
- فريدي فرانسيس على موقع كينوبويسك (الروسية)

- فريدي فرانسيس في قاعدة بيانات الأفلام على الإنترنت